# Nikos Ploumbidis
Nikos Ploumbidis oder Ploumpidis (griech.: Νίκος Πλουμπίδης) (* 31. Dezember 1902 in Langadia; † 14. August 1954 in Daphní) war ein griechischer Kommunist und Widerstandskämpfer.

## Leben
Ploumbidis wurde als Sohn einer armen Familie geboren. Bereits als junger Mann engagierte er sich politisch und wurde 1926 Mitglied der Kommunistischen Partei Griechenlands (KKE). Zu dieser Zeit unterrichtete er als Lehrer. 1930 wurde er Mitglied im Exekutivkomitee des Zentralverbands der öffentlichen Beamten. 1931 schied er aus dem Schuldienst aus und widmete sich ganz der Arbeit in der Partei. 1937 stand er dem Büro der Region Thessalien vor und wurde ein Jahr später ins Politbüro, das höchste Gremium innerhalb der Kommunistischen Partei, gewählt.
Seine politische Laufbahn wurde dadurch unterbrochen, dass der Geheimdienst des monarchofaschistischen Regimes unter General Ioannis Metaxas ihn 1939 aufspürte und bis zu seiner Flucht 1942 in Haft hielt. Als führendes Mitglied der neu gegründeten Nationalen Befreiungsfront EAM (Ethnikó Apelevtherotikó Métopo) und der kommunistischen Jugendorganisation OKNE nahm er seine Aktivität wieder auf.
Ploumbidis geriet spätestens nach dessen Rückkehr aus dem KZ Dachau im Jahr 1945 in Konflikt mit Nikolaos Zachariadis, dem KKE-Generalsekretär.
Aufgrund einer schweren Krankheit war Ploumbidis gezwungen, 1945 aus dem Politbüro zurückzutreten und verwaltete fortan die Finanzen der Partei. Anders als die meisten anderen KP-Führer blieb Ploumbidis auch nach dem von 1946 bis 1949 dauernden Bürgerkrieg in Griechenland. 1952 wurde er von der griechischen Geheimpolizei verhaftet. Am 3. August 1953 endete sein Prozess wie erwartet mit dem Todesurteil. Gleichzeitig hatte das Zentralkomitee unter Zachariadis im Exil beschlossen, Ploumbidis als angeblichen Spitzel der Geheimpolizei und Agenten der Briten zu verstoßen und aus der Partei auszuschließen. Am 14. August 1954 wurde das Urteil durch Erschießung in Daphní vollstreckt.
Nach der Entstalinisierung der Partei sah man den Ausschluss Ploumbidis' als schweren Fehler an und rehabilitierte ihn 1958 durch die folgende Erklärung:

„Die Vollversammlung des Zentralkomitees beschließt die Wiederherstellung des Andenkens an die Genossen Giorgos Siantos, Nikos Ploumbidis (Barbas) und Kostas Gyftodimos (Karajorgis). Es gibt keinerlei Unterlagen, die die Anklage als Provokateur oder Spitzel unterstützen würden, die die ehemalige Führung unter N. Zachariadis gegen die oben genannten Genossen ausgesprochen hat.“

Heute gilt Nikos Ploumbidis ähnlich wie Nikos Belogiannis den meisten griechischen Linken als Märtyrer und Held des antifaschistischen Widerstandes.
| Personendaten    | Personendaten                                 |
| ---------------- | --------------------------------------------- |
| NAME             | Ploumbidis, Nikos                             |
| ALTERNATIVNAMEN  | Ploumpidis, Nikos                             |
| KURZBESCHREIBUNG | griechischer Kommunist und Widerstandskämpfer |
| GEBURTSDATUM     | 31. Dezember 1902                             |
| GEBURTSORT       | Langadia                                      |
| STERBEDATUM      | 14. August 1954                               |
| STERBEORT        | Daphní                                        |